# Horst Callies

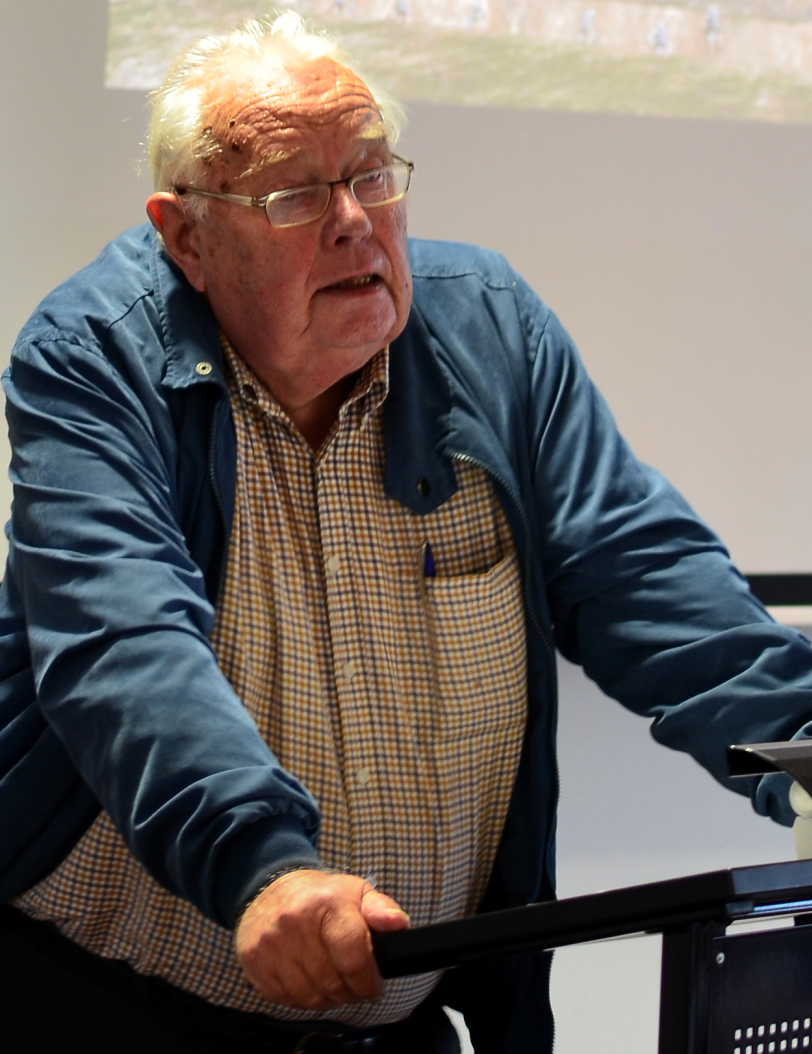
Horst Callies, 2016

Horst Callies (* 1. September 1934 in Berlin) ist ein deutscher Althistoriker. Von 1970 bis zu seiner Emeritierung im Jahre 2004 war er Professor für Alte Geschichte an der Universität Hannover.

## Akademische Laufbahn
Horst Callies studierte Alte, Mittlere und Neuere Geschichte sowie Klassische Philologie an den Universitäten Göttingen, Berlin und München. 1963 wurde er bei Alfred Heuß an der Universität Göttingen promoviert, wo er direkt im Anschluss als Wissenschaftlicher Assistent und vier Jahre später als Akademischer Rat am Althistorischen Seminar tätig war. Zum Wintersemester 1970/71 übernahm er eine Professur für Alte Geschichte an der Universität Hannover, wo er 2004 emeritiert wurde. Sein bekanntester akademischer Schüler ist Holger Sonnabend.
Callies publizierte vergleichsweise wenig, doch während seiner Zeit in Hannover übte er weitere Tätigkeiten aus, so übernahm er z. B. mehrere leitende Funktionen in der Universität Hannover: als Dekan der Fakultät, Senatsmitglied, Mitglied der Studien- und Planungskommission sowie als federführender Vertrauensdozent der Studienstiftung des deutschen Volkes. Von 1983 bis 1989 fungierte er als Vizepräsident der Universität Hannover.
Als Leiter der Arbeitsgruppe Qualität der Lehre und Mitglied der Ständigen Kommission Lehre und Studium bei der Hochschulrektorenkonferenz sowie Mitglied der Gemeinsamen Kommission HRK/Kultusministerkonferenz zur Koordinierung von Prüfungsordnungen gelang es ihm auch, bundesweit Einfluss auf die Bildungsfragen zu nehmen.

## Verbände und Vereine
Callies ist Vorsitzender der Althistorischen Kommission für Niedersachsen und Bremen, darüber hinaus Mitglied der Mommsen-Gesellschaft, des Historischen Vereins für Niedersachsen, des Verbundes Alte Geschichte für Europa sowie im Historikerverband. Er gehört dem Freundeskreis für Archäologie in Niedersachsen an.

## Forschungsschwerpunkte
Zu seinen Forschungsschwerpunkten gehört das Themenfeld der Rezeption des Altertums, die Auseinandersetzung zwischen Römern und Germanen, insbesondere des Fremdenbildes in der römischen Kultur, sowie Kirche und Politik im 4. Jahrhundert. Außerdem beschäftigte er sich mit dem Thema „Geschichte und Reisen“.

## Schriften (Auswahl)
Monographien
- Die fremden Truppen im Heer des Prinzipats und die sogenannten Numeri. Göttingen 1963.

Aufsätze
- Eine Geschichtswissenschaft oder Herr und Knechte – Geschichtswissenschaft und historische Nachbarwissenschaft, in: E. Schmidt (Hrsg.): Beiträge zur räumlichen Planung – D. Hennebo zum 65. Geburtstag, 1992, S. 125 ff.
- Geschichte und Touristik, in: H. P. Burmeister (Hrsg.): Wohin die Reise geht (= Loccumer Protokolle. 2), 1994, S. 143 ff.
- Bemerkungen zu Aussagen und Aussagehaltung antiker Quellen und neuerer Literatur zur Varusschlacht und ihrer Lokalisierung, in: R. Wiegels, W. Woesler (Hrsg.): Arminius und die Varusschlacht, 1995, S. 175 ff.
- Zur augusteisch-tiberianischen Germanenpolitik, in: FAS 13, 1993, S. 135 ff.
- Römer und Germanen im nördlichen Deutschland, in: R. Busch (Hrsg.): Rom an der Niederelbe, 1995, S. 15 ff.
- Organisation des Studiums unter Familienaspekt, in: HIS A 6, 1995, S. 23 ff.
- Umweltprobleme auch im Altertum, in: H. Fischer – DAAD (Hrsg.): Reflexionen und Perspektiven in einer sich wandelnden Welt, 1993, S. 39 ff.
- Wasserver- und Entsorgung im römischen Reich, in: Geschichte Lernen – Sammelband Antike, 1996, S. 102 ff.
- Über Olympia, die Olympischen Spiele und die Politik im Altertum, in: Sportpädagogik 3, 1996, S. 5 ff.
- Arminius – Hermann der Cherusker: der deutsche Held, in: J. Strzelczyk (Hrsg.): Die Helden in der Geschichte und der Historiographie, 1997, S. 49 ff.
- Die römische Revolution bei Alfred Heuß – sein Revolutionsbegriff, in: H. J. Gehrke (Hrsg.): Alfred Heuß – Ansichten seines Lebenswerks, 1998, S. 66 ff.
- Essay zu ausgewählten Aspekten von „Gegenwart der Vergangenheit“ in: Robert Lehmann, Karola Hagemann, Henning Haßmann (Hrsg.): Von Drusus bis Maximinus Thrax – Römer in Norddeutschland, Hannover 2018, S. 194–197.